# Хотень
Хотень, Хотені (рум. Hoteni) — село у повіті Марамуреш в Румунії. Входить до складу комуни Окна-Шугатаг.
Село розташоване на відстані 407 км на північний захід від Бухареста, 26 км на північний схід від Бая-Маре, 112 км на північ від Клуж-Напоки.

## Населення
За даними перепису населення 2002 року у селі проживали 376 осіб, усі — румуни. Усі жителі села рідною мовою назвали румунську.